# Vizianagaram
Vizianagaram (telugu విజయనగరo) o Vijaya-nagaram que vol dir "Ciutat de la Victòria" (antigament Vizianagram) és una ciutat de l'Índia, a l'estat d'Andhra Pradesh, capital del districte de Vizianagaram creat l'1 de juny de 1979. Està situada a uns 18 km de la costa a 18° 07′ N, 83° 25′ E / 18.12°N,83.42°E i és la municipalitat més important d'Andhra Pradesh (no es compte la corporació de Visakhapatnam) en població amb 174.324 habitants al cens del 2001; el 1901 tenia 37.270 habitants. Agafa el seu nom del raja Viziarama Raz que la va fundar i li va donar el seu nom. La municipalitat es va establir el 1866.